# Rowland Brown
Chauncey Rowland Brown (* 6. November 1897 in Akron, Ohio; † 6. Mai 1963 in Costa Mesa, Kalifornien) war ein US-amerikanischer Drehbuchautor und Filmregisseur.

## Biografie
Brown begann Ende der 1920er als Drehbuchautor und schuf die Vorlagen für zwanzig Filme. Bei der Oscarverleihung 1931 war er erstmals für den Oscar für die beste Originalgeschichte nominiert und zwar für The Doorway to Hell (1930). Eine zweite Nominierung in dieser Kategorie erhielt er 1939 für Chicago – Engel mit schmutzigen Gesichtern (1938).
Weitere Filme, die nach seinen Vorlagen entstanden, waren Quick Millions (1931), What Price Hollywood? (1932) sowie Der vierte Mann (1952). Brown schrieb dabei Vorlagen für Filmregisseure wie Archie Mayo, Michael Curtiz, George Cukor und Phil Karlson.
In Quick Millions führte er auch Regie. Seine weiteren Regiearbeiten waren Hell’s Highway (1932), Blood Money (1933) sowie The Devil Is a Sissy (1936).

## Filmografie (Auswahl)
- 1930: The Doorway to Hell
- 1932: What Price Hollywood?
- 1937: Seekadetten (Navy Blue and Gold)
- 1938: Chicago – Engel mit schmutzigen Gesichtern (Angels with Dirty Faces)
- 1950: Der Nevada-Mann (The Nevadan)
- 1952: Der vierte Mann (Kansas City Confidential)